# Troisième collège du Nord (Lille) de 1831 à 1848
Le troisième collège du Nord était l'une des 12 circonscriptions législatives françaises que comptait le département du Nord pendant la Monarchie de Juillet.

## Description géographique et démographique
Le 3e collège du Nord (Lille) était situé à la périphérie de l'agglomération lilloise. Située entre les arrondissements d'Hazebrouck et de Douai, la circonscription est centrée autour de la ville de Lille.
Elle regroupait les divisions administratives suivantes : Canton d'Armentières ; Canton de Cysoing ; Canton d'Haubourdin ; Canton de La Bassée , Canton de Lannoy ;  Canton de Pont-à-Marcq ; Canton de Quesnoy-sur-Deûle ;  Canton de Roubaix ; Canton de Seclin ; Canton de Tourcoing-Nord et le Canton de Tourcoing-Sud.

## Historique des députations
| Législature    | Début de mandat | Fin de mandat   | Député élu                   | Parti politique        | Observations                                          |
| -------------- | --------------- | --------------- | ---------------------------- | ---------------------- | ----------------------------------------------------- |
| 2e législature | 5 juillet 1831  | 25 mai 1834     | Alexandre Coget              | Opposition dynastique  |                                                       |
| 3e législature | 21 juin 1834    | 3 octobre 1837  | Antoine Hennequin            | Opposition légitimiste |                                                       |
| 4e législature | 4 novembre 1837 | 2 février 1839  | Antoine Hennequin            | Opposition légitimiste |                                                       |
| 5e législature | 2 mars 1839     | 10 février 1840 | Antoine Hennequin            | Opposition légitimiste | Décès du député Antoine Hennequin le 10 février 1840. |
| 5e législature | 21 mars 1840    | 12 juin 1842    | Alban de Villeneuve-Bargemon | Opposition légitimiste |                                                       |
| 6e législature | 9 juillet 1842  | 6 juillet 1846  | Alban de Villeneuve-Bargemon | Opposition légitimiste |                                                       |
| 7e législature | 1er août 1846   | 24 février 1848 | Alban de Villeneuve-Bargemon | Opposition légitimiste |                                                       |